# Kulstötning för herrar i friidrott vid olympiska sommarspelen 2024
Herrarnas kulstötning vid olympiska sommarspelen 2024 avgjordes den 2 och 3 augusti 2024 på Stade de France i Frankrike. 31 idrottare från 24 nationer deltog i tävlingen. Det var 30:e gången grenen fanns med i ett OS och den har funnits med i varje OS sedan starten av de olympiska sommarspelen 1896.

Guldkastet i kulstötning.

Sedan 2016 har Ryan Crouser dominerat i denna gren. Han har vunnit två raka olympiska guldmedaljer, två världsmästerskap och satt två världsrekord. Men några gånger har han blivit slagen, till exempel vid VM 2019 då han förlorade mot Joe Kovacs med en enda centimeter, i vad som kan ha varit den bästa kulstötningstävlingen någonsin. Crouser vårdades på grund av en skada hela utomhussäsongen 2024, och Kovacs slog honom igen vid de amerikanska olympiska uttagningarna en månad före OS. Kovacs har en historia av att sluta på pallen i varje stort mästerskap sedan VM 2015, som han vann. Crouser och Kovacs är de två bästa kulstötarna genom tiderna.
I kvalomgången nådde Crouser, Tomáš Staněk och Payton Otterdahl kvalgränsen på 21,35 meter på sina första försök. Jacko Gill och Tom Walsh behövde ett andra försök för att klara det, medan det för Leonardo Fabbri tog alla tre försöken tills han fick iväg ett kast på 21,76 och tog ledningen i kvalet. Kovacs klarade bara 21,24 på sina tre försök, men det räckte för att kvala in som sjua. Campbell fick förlita sig på ett första försök på 21,05 för att ta sig till final på en tionde plats efter två på varandra följande ogiltiga kast.
Efter det första kastet i finalen började regnet. Otterdahl fick iväg det första giltiga kastet som nådde 21,39 meter. Kovacs kastade 21,69 meter och Crouser kastade nästan en meter längre, till 22,64. Därmed placerade sig de tre amerikanska idrottarna på de tre främsta platserna efter den första rundan. I den andra omgången klättrade Otterdahl till andra plats med ett kast på 21,98. Efter att Crouser förbättrat sig till 22,69 kastade Campbell 22,15 för att ta sig förbi Otterdahl. I den tredje rundan gjorde Otterdahl en liten förbättring till 22,01 men stannade kvar på tredje plats. Sedan gjorde Crouser en större förbättring till 22,90. Walsh, som varit bronsmedaljör i de två senaste olympiska spelen, tävlade med en skadad ljumsksträckning, foulade sitt tredje försök i rad och gick inte vidare till de tre sista ronderna. I ösregn kunde ingen av de tävlande stanna kvar i ringen. Trenden fortsatte genom den femte omgången och in i den sjätte. Av 24 på varandra följande försök var bara tre giltiga kast och de var av sämre kvalité. På fjärde plats, under dåliga förhållanden, använde Kovacs sitt sista försök att kasta 22,15 för att tangera Campbell på andra plats. Och eftersom Kovacs hade ett bättre näst bästa kast placerade han sig på andra plats. Otterdahl, som nu var utanför pallen, fick iväg sitt bästa kast på 22,03, men det gick inte att komma ikapp Campbell. Campbell hade fortfarande en sista chans att förbättra sig tillräckligt för att slå Kovacs näst bästa 21,71, men han trampade ut. Crouser, som redan var trefaldig guldmedaljör, tog emot gratulationer och klev inte in i ringen igen. Det vinnande kastet var lika med det 24:e bästa i historien, men Crouser hade redan 14 bättre kast på den listan.
| Spel               | Guld             | Silver         | Brons                     |
| Kulstötning herrar | Ryan Crouser USA | Joe Kovacs USA | Rajindra Campbell Jamaica |

## Kvalificering till OS-grenen
Kvalificeringsperioden för herrarnas kulstötning var mellan 1 juli 2023 och 30 juni 2024. 31 idrottare kvalificerade sig till evenemanget, med högst tre idrottare per nation, genom att klara av kvalificeringsstandarden 21,50 meter eller genom sin världsranking i friidrott för denna gren.

## Schema
Alla tider är CET.
| Datum          | Tid   | Omgång |
| -------------- | ----- | ------ |
| 2 augusti 2024 | 20:10 | Kval   |
| 3 augusti 2024 | 19:36 | Final  |

## Rekord
Innan tävlingens start fanns följande rekord:
| Rekord           | Idrottare          | Längd | Plats            | Datum          |
| ---------------- | ------------------ | ----- | ---------------- | -------------- |
| Världsrekord     | Ryan Crouser (USA) | 23,56 | Los Angeles, USA | 27 maj 2023    |
| Olympiskt rekord | Ryan Crouser (USA) | 23,30 | Tokyo, Japan     | 5 augusti 2021 |

| Område                                   | Längd      | Idrottare        | Nation       |
| ---------------------------------------- | ---------- | ---------------- | ------------ |
| Afrika                                   | 21,97      | Janus Robberts   | Sydafrika    |
| Asien                                    | 21,80      | Mohammed Tolo    | Saudiarabien |
| Europa                                   | 23,06      | Ulf Timmermann   | Östtyskland  |
| Nordamerika, Centralamerika och Karibien | 23,56 0VR0 | Ryan Crouser     | USA          |
| Oceanien                                 | 22,90      | Kenneth Lorraway | Nya Zeeland  |
| Sydamerika                               | 22,61      | Darlan Romani    | Brasilien    |

## Resultat
Markeringarnas förklaring finns längst ner.

### Kval
Idrottarna behövde nå kvalgränsen 21,35 meter 0Q0 eller hamna på de 12 första platserna 0q0 för att gå till final.
| Plac. | Grupp | Idrottare              | Nation                  | 1     | 2     | 3     | Resultat | Anmärkning |
| ----- | ----- | ---------------------- | ----------------------- | ----- | ----- | ----- | -------- | ---------- |
| 1     | A     | Leonardo Fabbri        | Italien                 | 20,44 | x     | 21,76 | 21,76    | 0Q0        |
| 2     | A     | Tomáš Staněk           | Tjeckien                | 21,61 | —     | —     | 21,61    | 0Q0        |
| 3     | B     | Payton Otterdahl       | USA                     | 21,52 | —     | —     | 21,52    | 0Q0        |
| 4     | A     | Ryan Crouser           | USA                     | 21,49 | —     | —     | 21,49    | 0Q0        |
| 5     | B     | Tom Walsh              | Nya Zeeland             | 20,65 | 21,48 | —     | 21,48    | 0Q0        |
| 6     | A     | Jacko Gill             | Nya Zeeland             | 21,14 | 21,35 | —     | 21,35    | 0Q0        |
| 7     | B     | Joe Kovacs             | USA                     | 20,65 | 21,06 | 21,24 | 21,24    | 0q0        |
| 8     | B     | Uziel Muñoz            | Mexiko                  | 20.69 | 20,43 | 21,22 | 21,22    | 0q0        |
| 9     | B     | Chukwuebuka Enekwechi  | Nigeria                 | 21,13 | 21,00 | x     | 21,13    | 0q0        |
| 10    | A     | Rajindra Campbell      | Jamaica                 | 21,05 | x     | x     | 21,05    | 0q0        |
| 11    | B     | Zane Weir              | Italien                 | 20,29 | 21,00 | x     | 21,00    | 0q0        |
| 12    | A     | Marcus Thomsen         | Norge                   | 20,81 | x     | 20,33 | 20,81    | 0q0        |
| 13    | B     | Kyle Blignaut          | Sydafrika               | x     | 20,03 | 20,78 | 20,78    |            |
| 14    | A     | Filip Mihaljević       | Kroatien                | 20,09 | 20,04 | 20,75 | 20,75    |            |
| 15    | B     | Mohammed Tolo          | Saudiarabien            | 20,63 | x     | 20,65 | 20,65    |            |
| 16    | A     | Tsanko Arnaudov        | Portugal                | 20,02 | 19,80 | 20,31 | 20,31    |            |
| 17    | A     | Bob Bertemes           | Luxemburg               | 20,27 | x     | x     | 20,27    |            |
| 18    | B     | Andrei Toader          | Rumänien                | 20,24 | 20,00 | 20.10 | 20,24    |            |
| 19    | B     | Michał Haratyk         | Polen                   | 19,41 | 19,87 | 19,94 | 19,94    |            |
| 20    | B     | Mostafa Amr Hassan     | Egypten                 | 19.70 | x     | x     | 19,70    |            |
| 21    | B     | Scott Lincoln          | Storbritannien          | x     | x     | 19,69 | 19,69    |            |
| 22    | B     | Roman Kokoshko         | Ukraina                 | x     | 19.36 | 19.22 | 19,36    |            |
| 23    | A     | Nazareno Sasia         | Argentina               | 19,33 | x     | 19,06 | 19,33    |            |
| 24    | B     | Armin Sinančević       | Serbien                 | x     | 19,31 | x     | 19,31    |            |
| 25    | A     | Mohamed Khalifa        | Egypten                 | x     | 19,27 | x     | 19,27    |            |
| 26    | A     | Mesud Pezer            | Bosnien och Hercegovina | 19,01 | 19,03 | 18,94 | 19,03    |            |
| 27    | A     | Eric Favors            | Irland                  | 19,02 | 18,38 | 18,86 | 19,02    |            |
| 28    | A     | Konrad Bukowiecki      | Polen                   | x     | 18,34 | 18,83 | 18,83    |            |
| 29    | A     | Tajinderpal Singh Toor | Indien                  | 18,05 | x     | x     | 18,05    |            |
|       | A     | Welington Morais       | Brasilien               | x     | x     | x     | –        | 0NM0       |
|       | B     | Francisco Belo         | Portugal                | x     | x     | x     | –        | 0NM0       |

### Final
| Plac. | Idrottare             | Nation      | 1     | 2     | 3     | 4                | 5                | 6                | Resultat | Anmärk. |
| ----- | --------------------- | ----------- | ----- | ----- | ----- | ---------------- | ---------------- | ---------------- | -------- | ------- |
| 1     | Ryan Crouser          | USA         | 22,64 | 22,69 | 22,90 | x                | x                | —                | 22,90    |         |
| 2     | Joe Kovacs            | USA         | 21,69 | x     | 21,71 | x                | x                | 22,15            | 22,15    |         |
| 3     | Rajindra Campbell     | Jamaica     | 20,00 | 22,15 | x     | x                | x                | x                | 22,15    |         |
| 4     | Payton Otterdahl      | USA         | 21,39 | 21,98 | 22,01 | x                | x                | 22,03            | 22,03    |         |
| 5     | Leonardo Fabbri       | Italien     | x     | 20,96 | x     | 21,70            | x                | x                | 21,70    |         |
| 6     | Chukwuebuka Enekwechi | Nigeria     | 20,58 | 21,42 | 21,01 | x                | x                | x                | 21,42    |         |
| 7     | Jacko Gill            | Nya Zeeland | x     | 20,81 | 21,15 | x                | 19,23            | 20,47            | 21,15    |         |
| 8     | Uziel Muñoz           | Mexiko      | 20,68 | 20,88 | 20,80 | x                | 20,29            | x                | 20,88    |         |
| 9     | Marcus Thomsen        | Norge       | x     | 20,58 | 20,67 | Gick inte vidare | Gick inte vidare | Gick inte vidare | 20,67    |         |
| 10    | Tomáš Staněk          | Tjeckien    | 20,31 | 20,37 | x     | Gick inte vidare | Gick inte vidare | Gick inte vidare | 20,37    |         |
| 11    | Zane Weir             | Italien     | x     | 20,24 | x     | Gick inte vidare | Gick inte vidare | Gick inte vidare | 20,24    |         |
| 12    | Tom Walsh             | Nya Zeeland | x     | x     | x     | Gick inte vidare | Gick inte vidare | Gick inte vidare | –        | 0NM0    |

## Markeringar
- – innebär att idrottaren valde att inte delta i den rundan.
- x innebär ogiltigt kast.
- 0Q0 innebär avancemang utifrån avklarad kvalgräns.
- 0q0 innebär avancemang utifrån total placering.
- 0DNS0 innebär att idrottaren inte startade.
- 0DNF0 innebär att idrottaren inte fullföljde.
- 0DSQ0 innebär att idrottaren diskvalificerades.
- 0VR0 innebär världsrekord.
- 0OR0 innebär olympiskt rekord.
- 0AR0 innebär världsdelsrekord (eng: Area Record).
- 0VRJ0 innebär världsrekord för juniorer.
- 0NR0 innebär nationellt rekord.
- 0PB0 innebär personligt rekord.
- 0SB0 innebär säsongsbästa.
- 0w0 innebär medvind > 2,0 m/s.
- 0NM0 innebär inget resultat (eng: No Mark).